# SP-171
Az SP-171 egy állami autóút a brazíliai São Paulo államban. A hetven kilométeres út északról dél felé a Paraibuna-Paraitinga régión keresztül vezet, Guaratinguetán áthaladva éri el Cunhát az állami vonalon, ami Paraty mellett van.